# Acanthephyra curtirostris
Acanthephyra curtirostris är en kräftdjursart som beskrevs av James Wood-Mason 1891. Acanthephyra curtirostris ingår i släktet Acanthephyra och familjen Oplophoridae. Inga underarter finns listade i Catalogue of Life.